# Estuco

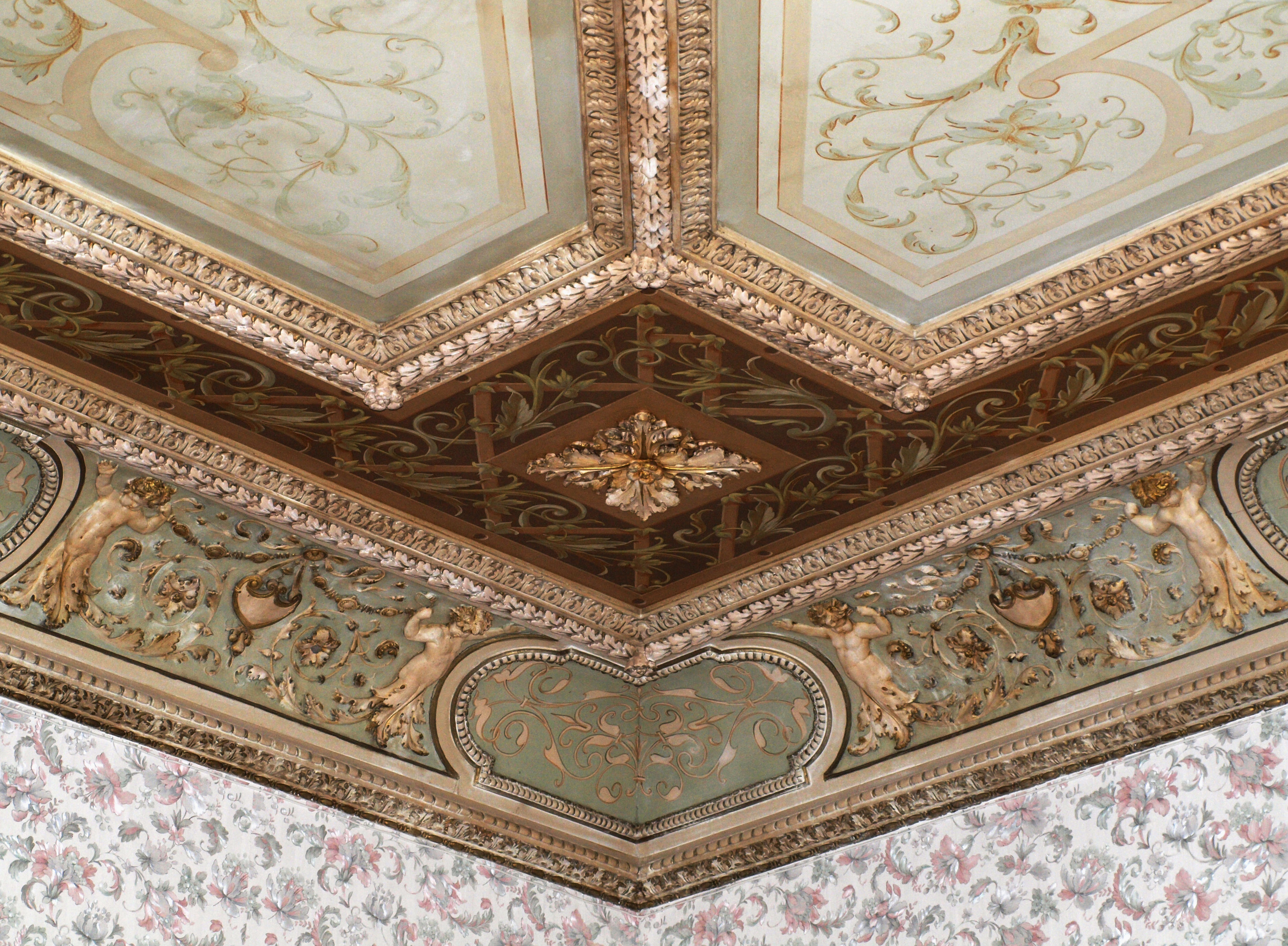
Decoración realizada con estuco.

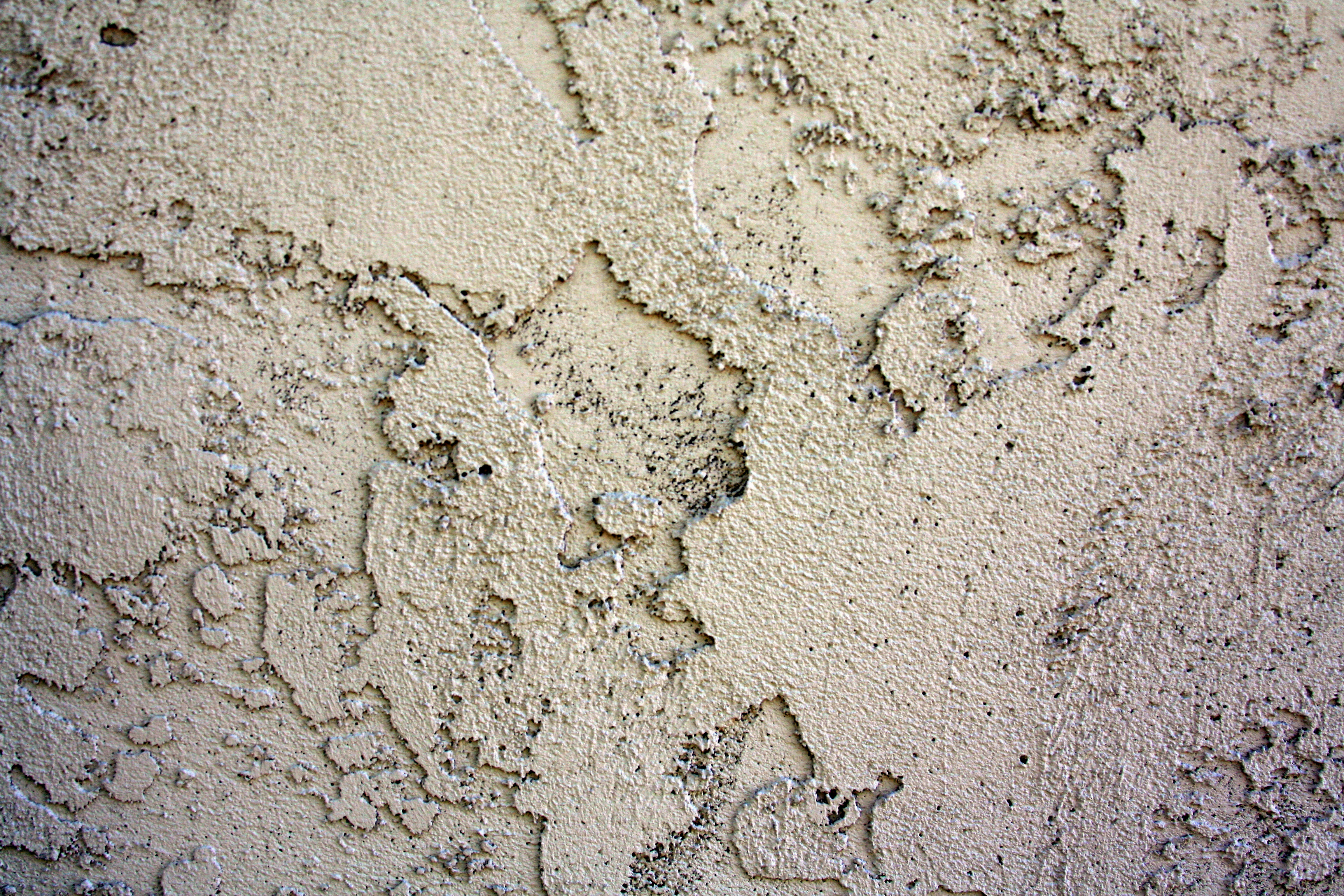
Detalle de pared enlucida con estuco.

El estuco es una pasta de grano fino compuesta de cal apagada (normalmente, cales aéreas grasas), mármol pulverizado, yeso, pigmentos naturales, etc., que se endurece por reacción química al entrar en contacto el hidróxido de calcio de la cal con el dióxido de carbono [Ca(OH)2 + CO2 → CaCO3 + H2O] y se utiliza sobre todo para enlucir paredes y techos.
El estuco admite numerosos tratamientos, entre los que destacan el modelado y tallado para obtener formas ornamentales, el pulido para darle una apariencia similar al mármol y el pintado polícromo con fines decorativos.
Otra forma de estuco es el que se hace con yeso, colas animales y pigmentos; se le conoce como estuco mármol por su similitud en estética, tacto y brillo a estas piedras naturales. 
El término estuco proviene del italiano stucco; es una forma de terminación o decoración de paredes y techos, interiores o exteriores, basada en pinturas y diferentes tipos de morteros que permite la obtención de diversas texturas. Dada su versatilidad, se adapta a cualquier tipo de construcción o época. Además de la función decorativa, refuerza el muro y lo impermeabiliza, permitiendo la transpiración natural.
El estuco más famoso es el veneciano, también llamado «lustro veneciano». Es un revestimiento que se inventó en Venecia (Italia) a comienzos del siglo XV. Su acabado muestra una pared plana, lisa y brillante como un mármol pulido, con diferentes tonalidades de color, de gran belleza.

## Utilización histórica

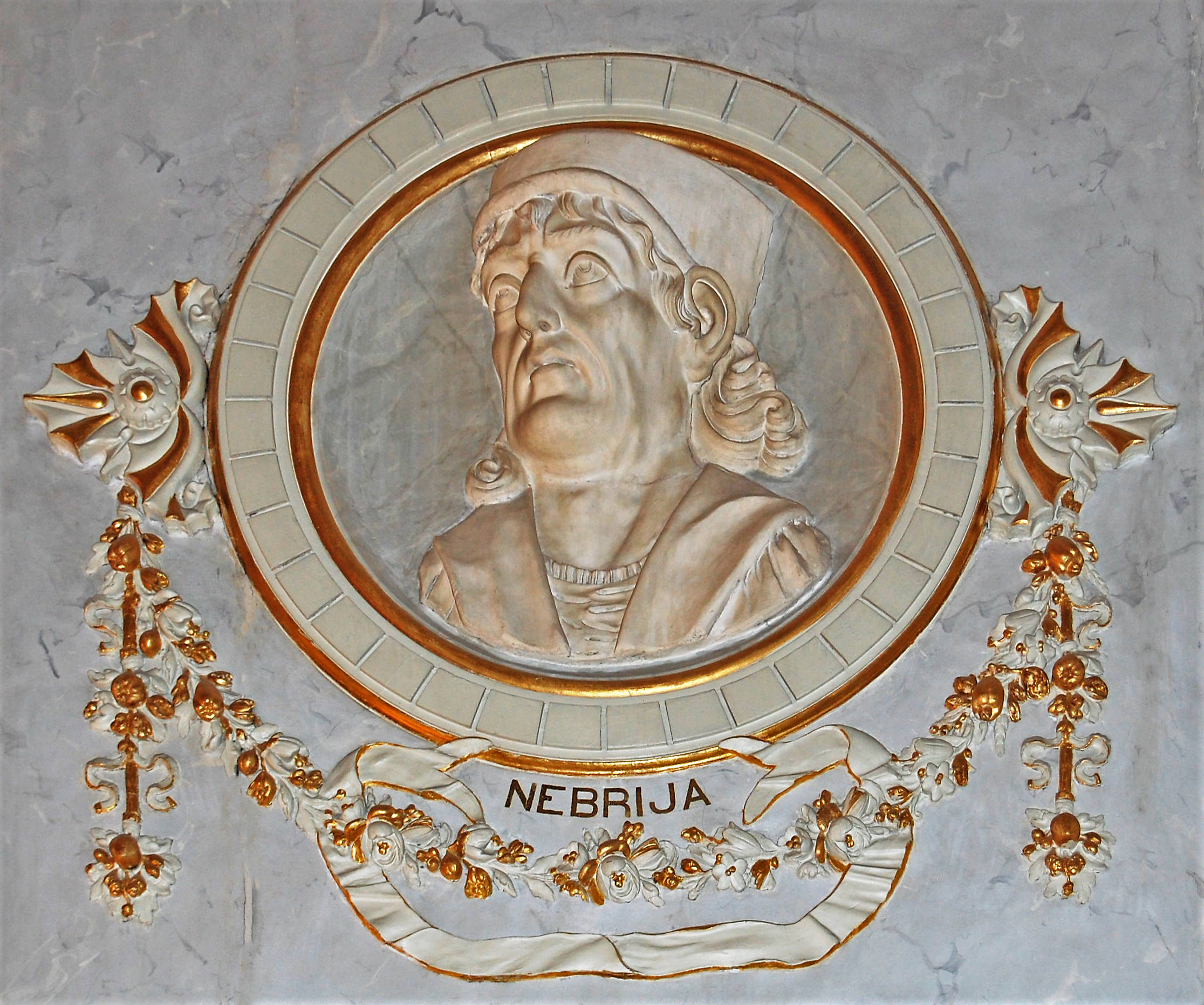
Estuco dedicado a Antonio de Nebrija (1875).

Durante el Renacimiento italiano se vuelve a utilizar el estuco como complemento arquitectónico, junto con la pintura, siguiendo la moda originada por los descubrimientos arqueológicos. Se perfeccionaron un gran número de técnicas, que más tarde se difundieron por toda Europa. El estuco blanco se utilizó mucho en los muros de las iglesias, en ocasiones para pintar figuras de ángeles. Rafael y otros artistas de la época utilizaron frisos de estuco coloreado para decorar palacios y pabellones. Entre los más relevantes destacan los relieves de Francesco Primaticcio (1533–1565) para el castillo de Fontainebleau, cerca de París.
Este material alcanzó sus cotas más espléndidas durante los siglos XVII y XVIII. Tanto el barroco como el rococó decoraron con estuco sus interiores, especialmente en Baviera y Austria, donde los palacios e iglesias de peregrinación presentaban estucos polícromos con infinidad de formas —motivos especulares, columnas pareadas y elaborados altares—. El estuco jugó también un papel importante en la decoración arquitectónica en Inglaterra, pero de una forma menos fantasiosa y exuberante que en el Rococó; alcanza su punto culminante con el arquitecto Robert Adam, quien lo empleó para sus exquisitas ornamentaciones de paredes y techos, en estilo neoclasicista. Después del Neoclasicismo y salvo determinados ejemplos Art Nouveau, el uso del estuco decae en su aplicación artística.

## Uso escultórico y arquitectónico

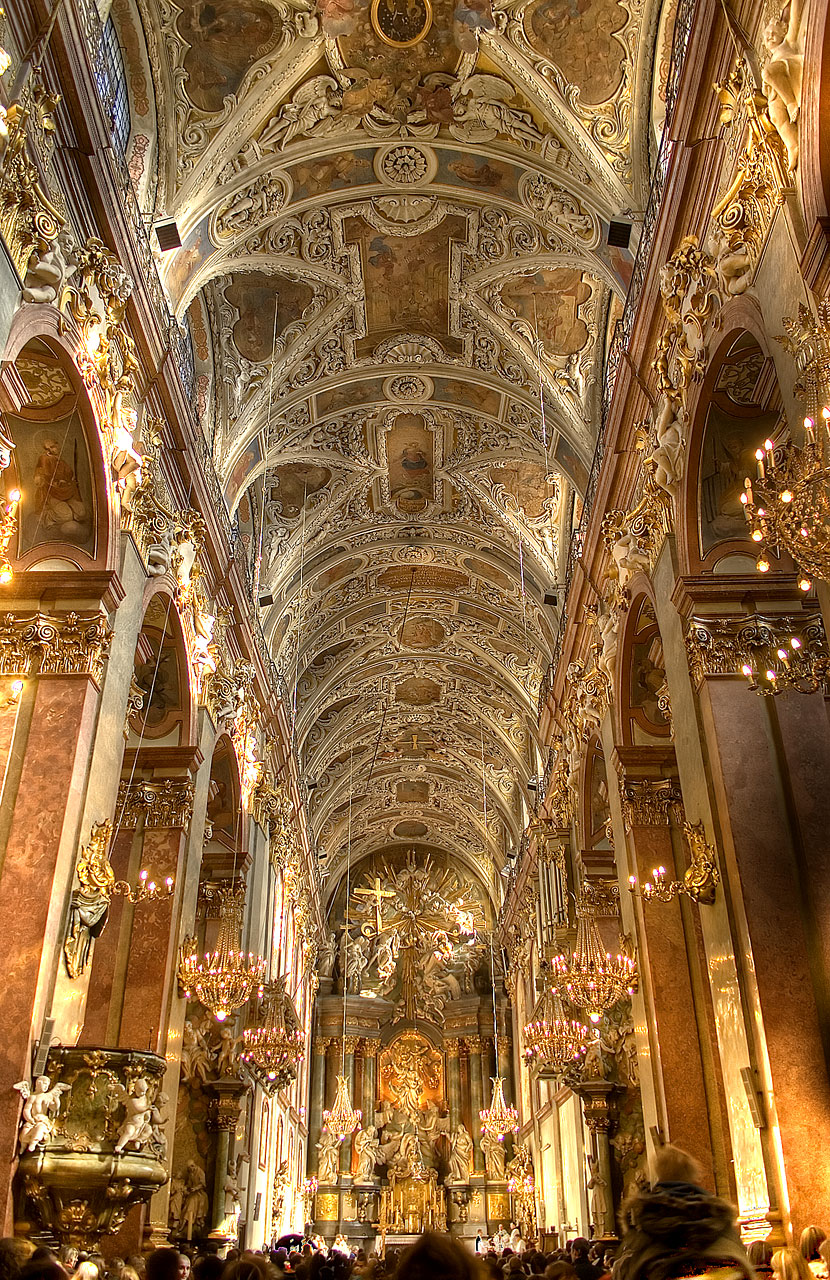
Barroco decoraciones de estuco de la nave principal de la basílica del Monasterio de Jasna Góra, 1693-1695

El estuco también se ha utilizado como material escultórico y artístico. El relieve de estuco se utilizó en los esquemas de decoración arquitectónica de muchas culturas antiguas. Se conservan ejemplos de relieves en estuco del Egipcio, de la minoica y de la etrusca. En el arte de Mesopotamia y en el antiguo arte persa existía una amplia tradición de relieves internos de estuco figurativos y ornamentales, que continuó en el arte islámico, por ejemplo en Samarra abbasí, utilizando ahora ornamentos geométricos y vegetales. Cuando el arabesco alcanzó su plena madurez, el estuco tallado siguió siendo un medio muy común para la decoración y las inscripciones caligráficas. La Arquitectura india utilizaba el estuco como material para la escultura en un contexto arquitectónico. Es poco frecuente en el campo.
En el arte romano de finales de la República y principios del Imperio, el estuco se utilizaba mucho para la decoración de bóvedas. Aunque el mármol era el medio escultórico preferido en la mayoría de los casos, el estuco era mejor para su uso en bóvedas porque era más ligero y se adaptaba mejor a la curvatura del techo. La arquitectura barroca y rococó utiliza mucho el estuco. Podemos encontrar ejemplos en iglesias y palacios, donde el estuco se utiliza sobre todo para proporcionar una transición suave y decorativa de las paredes al techo, decorando y dando medida a las superficies del techo. El estuco forma parte del arte del belcomposto, el concepto barroco que integra las tres artes clásicas, arquitectura, escultura y pintura.
El arte greco-budista de los modernos Afganistán y el norte de Pakistán utilizaba ampliamente en los monasterios y templos el estuco para la escultura monumental tridimensional, así como los relieves.  Éstos se solían tallar a partir de un modelado en bruto sobre un armazón y luego se pintaban.  Técnicas similares se utilizan para las estatuas de tamaño natural que decoran los gopuram de los templos hindúes en el sur de Asia moderno.
Dado que el estuco puede utilizarse tanto para la decoración como para la representación figurativa, constituye un vínculo transitivo ideal entre los detalles arquitectónicos y las pinturas murales, como los techos trompe-l'œil típicamente barrocos, como en la obra de la Escuela Wessobrunner. Aquí, la arquitectura real de la iglesia se prolonga visualmente en una arquitectura celestial con una representación de Cristo, la Virgen María o el Juicio Final en el centro. El estuco se utiliza para formar una extensión semiplástica de la arquitectura real que se funde con la arquitectura pintada.

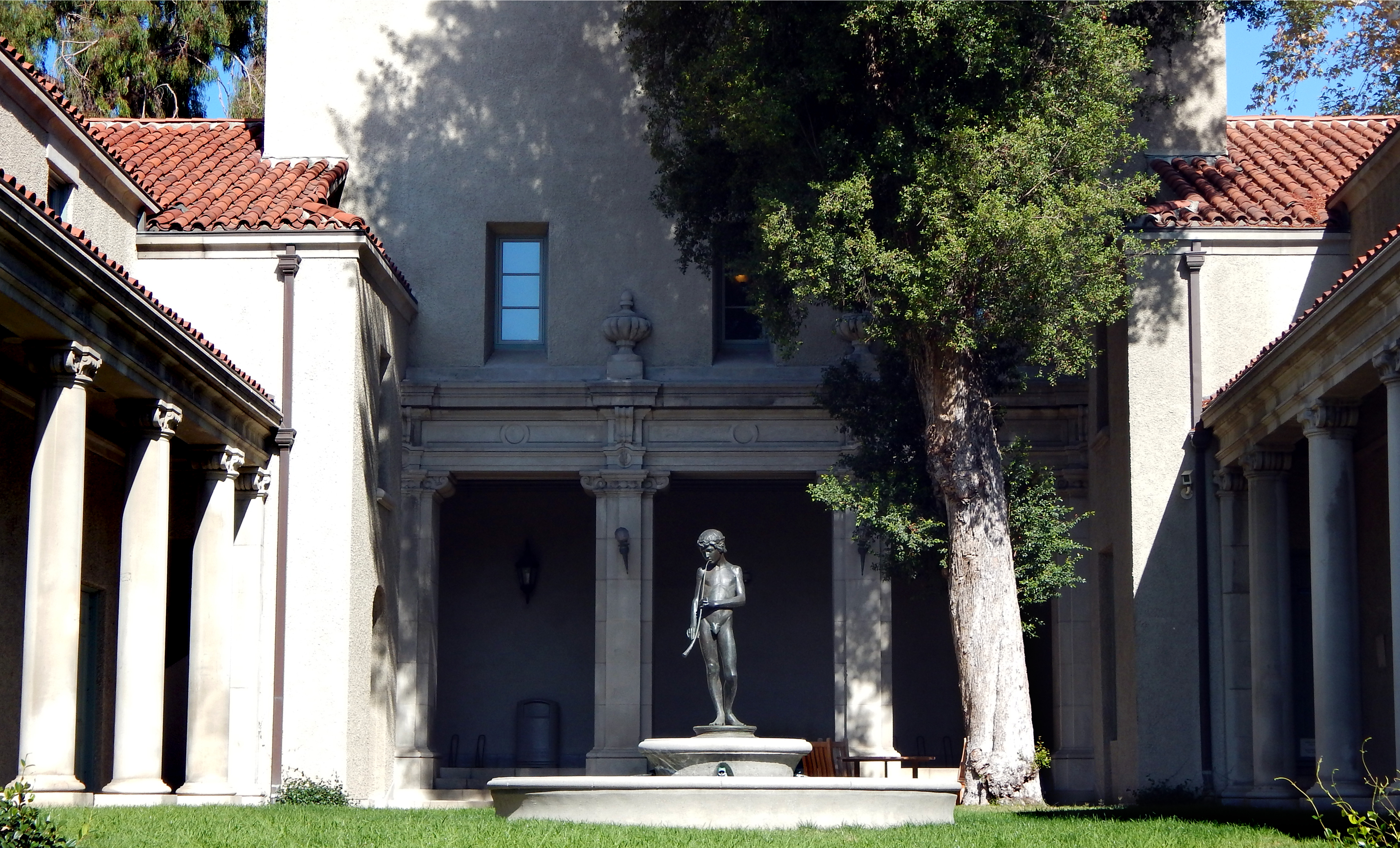
Sala de Música de Bridges en Claremont, California (1915), un ejemplo de estructura de hormigón armado revestida de estuco

Debido a su aspecto "aristocrático", la decoración de estuco de aspecto barroco se utilizó con frecuencia en los apartamentos de la clase alta del siglo XIX y principios del XX.
A partir de la década de 1920, el estuco, especialmente en su materialización del neo-Renacimiento y neo-Barroco, se hizo cada vez más impopular entre los arquitectos modernos de algunos países, lo que dio lugar no sólo a nuevos edificios sin estuco, sino también a un extendido movimiento para eliminar el estuco de las viviendas existentes.
El estuco se seguía empleando en la década de 1950 en formas moldeadas para decorar las juntas entre paredes y techos en el interior de las casas. Por lo general, se pintaba del mismo color que el techo y se utilizaba en diseños en los que se utilizaba una moldura para cuadros o una moldura para ratas.

## Composición

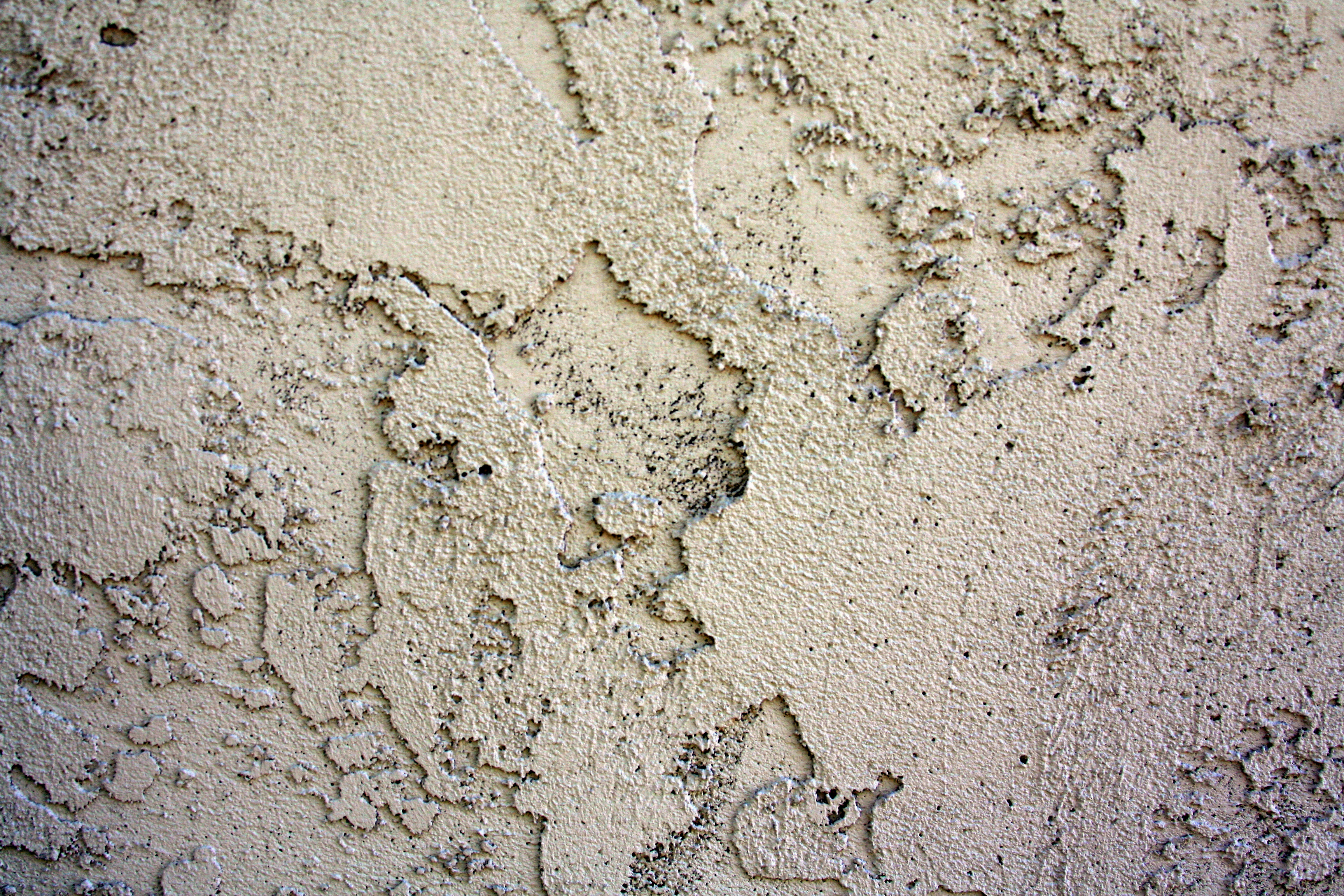
Estuco utilizado como revestimiento exterior en un edificio residencial.

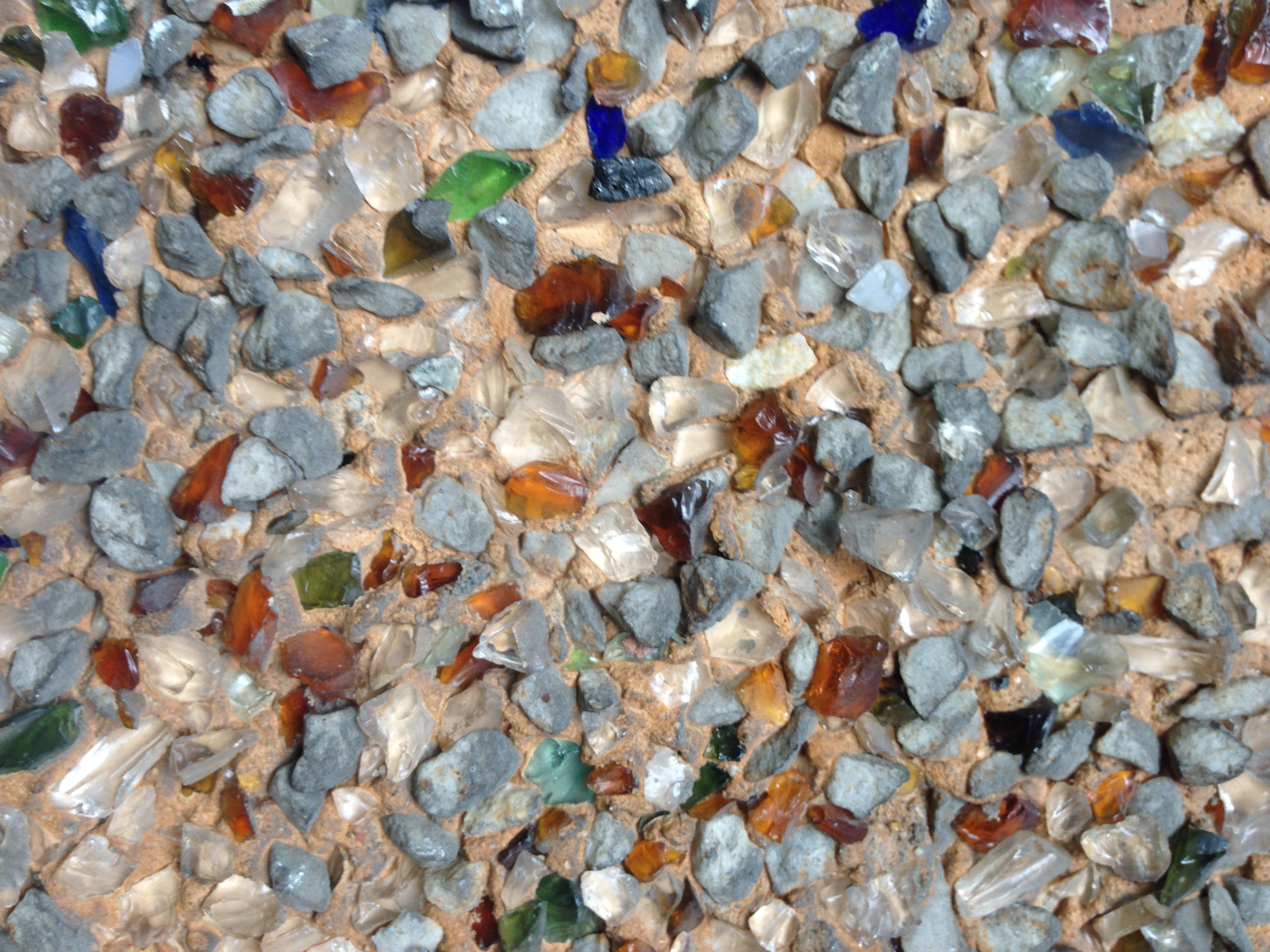
Estuco de roca utilizado como revestimiento exterior en una casa de la costa oeste de Canadá. Las virutas de cuarzo, piedra y vidrio coloreado miden aproximadamente 3-6 mm (1/8" - 1/4").

Dentro del estuco tradicional, los morteros están compuestos de cal, arena de mármol y pigmentos naturales, que se suelen barnizar con ceras o aguarrás. También puede estar compuesto por yeso o escayola, resinas y colas naturales.
La diferencia de nomenclatura entre estuco, yeso y mortero se basa más en el uso que en la composición. Hasta la última parte del siglo XIX, era común que el yeso, que se utilizaba en el interior de un edificio, y el estuco, que se utilizaba en el exterior, estuvieran compuestos por los mismos materiales primarios: cal y arena (que también se utilizan en el mortero). A menudo se añadía fibra animal o fibras vegetales para darle mayor resistencia. A finales del siglo XIX, se añadió con mayor frecuencia cemento Portland en un intento de mejorar la durabilidad del estuco. Al mismo tiempo, los tradicionales revoques de cal fueron sustituidos por los de yeso.
El estuco tradicional está hecho de cal, arena y agua. El estuco moderno está hecho de cemento Portland, arena y agua. Se añade cal para aumentar la permeabilidad y la trabajabilidad del estuco moderno. A veces se añaden aditivos como acrílicos y fibras de vidrio para mejorar las propiedades estructurales del estuco. Esto suele hacerse con lo que se considera un sistema de estuco de una capa, en contraposición al método tradicional de tres capas.
El estuco de cal es un material relativamente duro que puede romperse o astillarse con la mano sin demasiada dificultad. La cal en sí misma suele ser blanca; el color proviene del agregado o de cualquier pigmento añadido. El estuco de cal tiene la propiedad de ser autocurativo en un grado limitado debido a la ligera solubilidad en agua de la cal (que en solución puede depositarse en grietas, donde se solidifica). El estuco de cemento Portland es muy duro y quebradizo y puede agrietarse fácilmente si la base sobre la que se aplica no es estable. Normalmente su color era gris, por el color innato de la mayoría de los cementos Portland, pero también se utiliza el cemento Portland blanco.  Hoy en día, los fabricantes de estuco ofrecen una gama muy amplia de colores que pueden mezclarse integralmente en la capa de acabado.  Otros materiales, como la piedra y los trozos de vidrio, a veces se "espolvorean" sobre la capa de acabado antes del secado, y el producto final se conoce comúnmente como "rock dash", "pebble dash", o también como roughcast si las piedras se incorporan directamente al estuco, utilizado principalmente desde principios del siglo XX hasta principios del XXI.

## Aplicación

### Sobre bloque
Se humedece ligeramente la superficie, y se aplica una capa de 2 a 4 mm cubriendo toda el área con una llana lisa. Se deja secar la aplicación durante 12 horas y se aplica una segunda capa no mayor a 3 mm para dar el acabado final.

### Sobre una superficie fina de cemento o yeso
Se aplica el estuco con una llana lisa cubriendo toda la superficie con una capa no mayor a 4 mm. Una vez comenzado el secado se le puede dar textura.

## Reparación del estuco

### Causas de deterioro

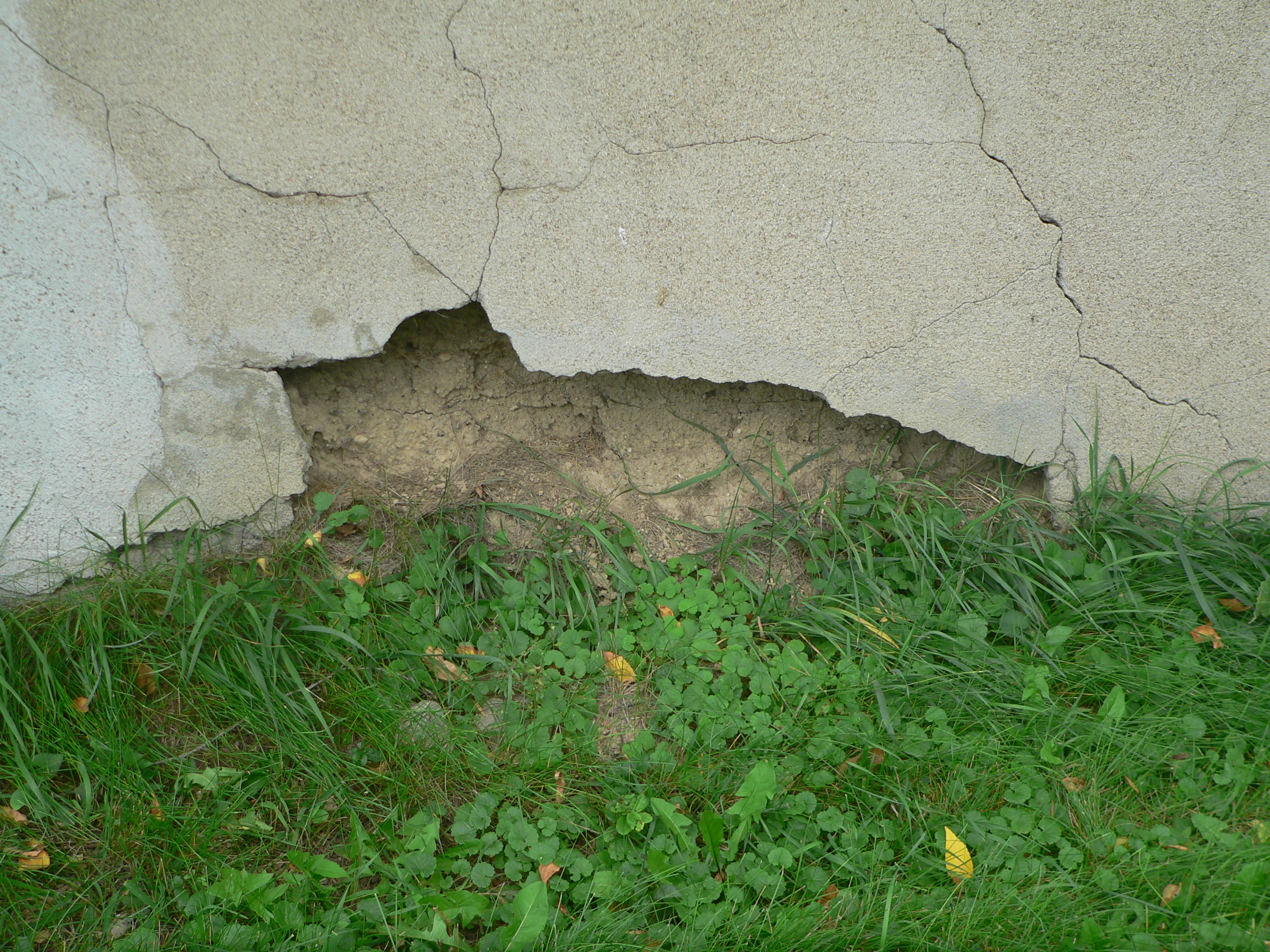
Estuco dañado que ha comenzado a desprenderse de su sustrato de mampostería.

La reparación del estuco histórico debe comenzar por identificar la causa del daño en el acabado del estuco. Históricamente, la aplicación del estuco era bastante similar al proceso de aplicación del revoque de cal. Las reparaciones deben llevarse a cabo tan pronto como los problemas se hagan visibles, ya que el daño sólo empeorará con el tiempo. Pueden formarse grietas en el estuco debido al asentamiento del edificio o a daños directos en el revestimiento exterior. Una vez que el agua consigue atravesar el revestimiento, ya sea a través de una abertura en el propio estuco o desde debajo de su superficie, el frágil estuco puede empezar a doblarse y desmoronarse. La madera es un material estructural común que a menudo se utiliza como sustrato bajo el estuco. Puede absorber la humedad desde el nivel del suelo o por debajo de él y alejarla de la fuente original del problema. El estuco también puede aplicarse a la mampostería, como el ladrillo o la piedra, que también puede resultar dañada por la infiltración de humedad.
La humedad ascendente procedente de aguas subterráneas o de problemas de drenaje es especialmente problemática. El estuco puede delaminar de la madera húmeda que hay debajo y, a medida que la madera se pudre, el estuco puede empezar a deteriorarse y separarse de ella y del edificio. Los daños en el propio estuco conducen a una mayor infiltración de humedad que agrava el deterioro del acabado, así como del sustrato. Las bajantes, canalones, tapajuntas y otros medios para dirigir el agua fuera del edificio evitarán que los daños empeoren. Sin un canalón adecuado, el agua puede salpicar las superficies estucadas, manchando y acelerando el deterioro del acabado. [También puede ser necesaria la nivelación del suelo alrededor del edificio para redirigir la humedad lejos de la estructura y los cimientos.

### Preparación y reparación
Dependiendo de la extensión del daño en el acabado, se pueden llevar a cabo diversos grados de reparación. Las pequeñas grietas pueden sellarse con una capa adicional de acabado o incluso simplemente con una capa de pintura. Los materiales modernos de calafateo no son el medio ideal de reparación. La elección de parchear o reparar completamente una superficie estucada depende de la textura de la capa de acabado. Las reparaciones, especialmente las numerosas, realizadas en una superficie de acabado liso serán más perceptibles y recuperar toda la superficie con una nueva capa de acabado puede ser más apropiado. Por el contrario, puede ser más fácil ocultar los parches de reparación en una superficie texturizada y puede no ser necesario un repintado completo.

La preparación debe comenzar con la eliminación de todo el material dañado en la zona a reparar. Cualquier estuco que esté suelto debe ser eliminado, ya que ha fallado. La eliminación de los materiales comprometidos puede extenderse al listón de madera u otros sustratos que también pueden haber sido dañados, aunque puede ser preferible instalar una nueva malla sobre el listón dañado. Hay que tener cuidado con este enfoque, ya que puede ser especialmente crítico cuando la autenticidad es una preocupación en un edificio histórico. En estos casos, la sustitución de los listones dañados suele considerarse más adecuada que la instalación de una malla nueva. Todas las superficies deben limpiarse para eliminar la pintura, el aceite o el crecimiento de las plantas. Las juntas de mortero de piedra o ladrillo pueden rayarse a una profundidad de 5/8" para permitir la correcta adhesión del nuevo estuco. Los nuevos parches de estuco no deben superponerse al estuco antiguo.

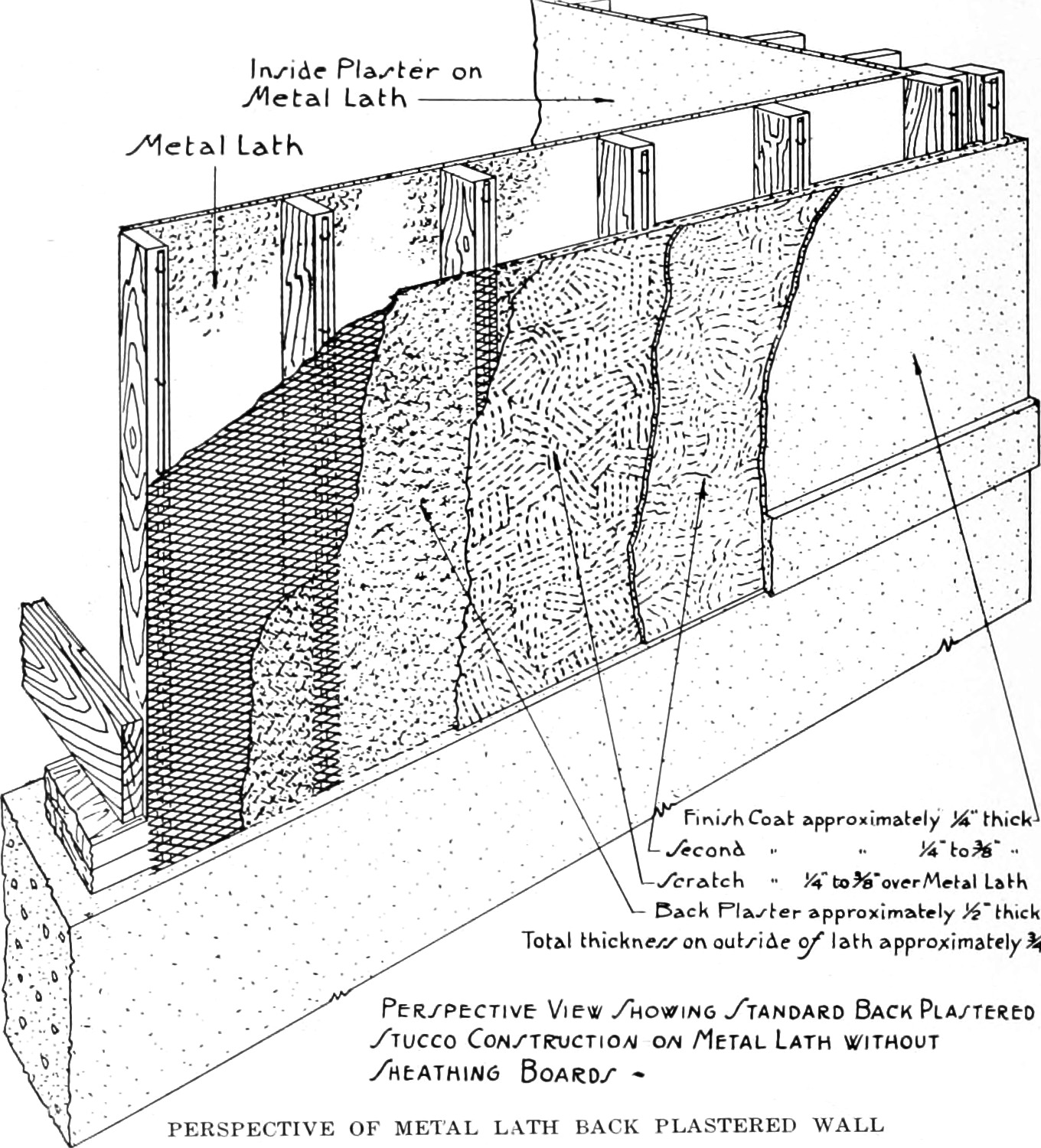
Diagrama que muestra el uso de malla metálica como sustrato para una aplicación exterior de cemento Portland.

Para obtener una reparación limpia, la zona que se va a parchear debe escuadrarse con una junta a tope, utilizando un cincel frío, un hacha, una sierra de hoja de diamante, o una broca de albañilería. A veces puede ser preferible dejar la zona a parchear de forma irregular, lo que puede dar lugar a un parche menos llamativo. La preparación adecuada de la zona a parchear requiere herramientas muy afiladas, y una precaución extrema por parte del yesero para no romper las llaves del estuco bueno circundante por "sobregolpear" al quitar el estuco deteriorado.
La aplicación del nuevo estuco no debe incluir malla metálica cuando se repara el estuco de cal sobre una superficie de mampostería. La nueva reparación de estuco debe adherirse adecuadamente al sustrato de mampostería sin malla. La introducción de malla metálica puede acelerar el deterioro tanto de la mampostería como del acabado de estuco, ya que la más mínima humedad hará que se oxide la malla metálica, que se expande al oxidarse. Esto puede llevar a la desprendimiento no sólo del nuevo estuco, sino también de la propia mampostería.
Después de humedecer a fondo la mampostería o el listón de madera, la primera capa de rayado debe aplicarse al sustrato de mampostería, o al listón de madera o metal, en un espesor que corresponda al original si existe, o generalmente alrededor de 1⁄4″ a 3⁄8. La capa de raspado debe rayarse o rayarse en cruz con un peine para proporcionar una clave para sostener la segunda capa. Por lo general, cada capa tarda entre 24 y 72 horas, y más si hace frío, en curarse antes de poder aplicar la siguiente. La segunda capa debe tener aproximadamente el mismo grosor que la primera, y el grosor total de las dos primeras capas no debe superar, por lo general, unos 5⁄8″. Esta segunda capa o de nivelación debe ser desbastada utilizando un flotador de madera con un clavo que sobresalga para proporcionar una clave para la capa final o de acabado. La capa de acabado, de aproximadamente 1⁄4″ de espesor, se aplica después de que la capa anterior haya fraguado inicialmente. Si esto no es factible, la capa base debe humedecerse a fondo cuando se aplique la capa de acabado posteriormente. La capa de acabado debe trabajarse para que coincida con la textura del estuco original.